# Domingo Romo
José Domingo Romo Miranda (17 de abril de 1917-18 de mayo de 1993) fue un futbolista chileno que se desempeñaba como delantero. Fue campeón con Santiago Morning en 1942, y con Audax Italiano en 1946 y 1948. Además fue parte de la selección chilena que disputó el Campeonato Sudamericano 1946.

## Trayectoria
Originario de Renca, comenzó a jugar fútbol en la cancha del Renca Sporting Club, . donde con 16 años ya integraba la selección local jugando como centro Half. En 1936 llegó a la cuarta especial de Santiago Morning, conocida como la «cuarta de oro», categoría en donde solo estuvo tres meses. Luego de ganar un encuentro frente al seleccionado de La Cisterna, los dirigentes de Santiago Morning prometieron a la cuarta especial que los llevarían a ver el encuentro del primer equipo frente a Unión Española. Al término del primer tiempo, un dirigente se acercó a Romo y le dijo que iba a jugar. El partido terminó con derrota por 1-4, pero la semana siguiente se jugó la revancha, y Domingo Romo actuó todo el encuentro.
Formó en la delantera al lado de Raúl Toro, y en 1942 se proclamó campeón y goleador del campeonato, en el único título de Santiago Morning. En 1945 emigró al Audax Italiano, donde jugó hasta 1950, donde formó parte del plantel que se coronó campeón en 1948. En 1950 pasó a Unión Española, donde estuvo por solo 7 meses.

## Selección nacional
A pesar de haber estado casi todo el año 1945 jugando por las reservas de Audax Italiano, jugó un partido clave en el triunfo de su equipo contra Universitario de Lima, que hizo que la Federación lo llamara para la concentración con miras al Sudamericano de 1946. En dicho campeonato fue suplente de Desiderio Medina, y pudo participar en dos encuentros, contra Uruguay y contra Bolivia.

### Participaciones en Campeonatos Sudamericanos
| Sudamericano                 | Sede      | Resultado     | PJ | G |
| ---------------------------- | --------- | ------------- | -- | - |
| Campeonato Sudamericano 1946 | Argentina | Quinto puesto | 2  | 0 |

## Clubes
| Club             | País  | Año       |
| ---------------- | ----- | --------- |
| Santiago Morning | Chile | 1937-1944 |
| Audax Italiano   | Chile | 1945-1950 |
| Unión Española   | Chile | 1950      |

## Palmarés

### Campeonatos nacionales
| Título                  | Equipo           | País  | Año  |
| ----------------------- | ---------------- | ----- | ---- |
| Primera División        | Santiago Morning | Chile | 1942 |
| Campeonato de Campeones | Santiago Morning | Chile | 1943 |
| Campeonato de Campeones | Santiago Morning | Chile | 1944 |
| Campeonato de Apertura  | Santiago Morning | Chile | 1944 |
| Primera División        | Audax Italiano   | Chile | 1946 |
| Primera División        | Audax Italiano   | Chile | 1948 |

### Distinciones individuales
| Distinción                               | Año  |
| ---------------------------------------- | ---- |
| Goleador de la Primera División de Chile | 1942 |